# Лещинский, Павел Донатович
Павел Донатович Лещинский (3 января (17 января) 1895, Санкт-Петербург, Российская империя — 17 мая 1938, Куйбышев, СССР) — советский партийный и государственный деятель. Активный участник строительства Советской власти в 20-х-30-х годах XX века. Работал ответственным секретарем Новгородского губернского комитета РКП(б), Областного комитета РКП(б) Кабардино-Балкарской автономной области и Мурманского окружного комитета ВКП(б). Делегат XVI съезда ВКП(б). Репрессирован. Реабилитирован в 1957.

## Биография
- С 1910-х — токарь на различных заводах Санкт-Петербурга., активный участник революционной деятельности, неоднократно арестовывался
- 1917 — секретарь Нарского районного комитета просвещения (Петрогад)
- 1918 — заместитель председателя Тамбовского губернского комитета РКП(б)
- май 1919 — июнь 1920 — в РККА
- 1920—1921 — ответственный организатор Обуховского районного комитета РКП(б) (Петроград)
- 1921—1923 — ответственный секретарь Новгородского губернского комитета РКП(б)
- 1923—1924 — ответственный инструктор Юго-Восточного бюро ЦК РКП(б)
- 4.1924 — 5.1925 — ответственный секретарь Областного комитета РКП(б) Кабардино-Балкарской автономной области
- 1926—1927 — заместитель заведующего Агитационно-пропагандистским отделом Северо-Кавказского краевого комитета ВКП(б)
- 1927 — заведующий Подотделом пропаганды Северо-Западного бюро ЦК ВКП(б), член Президиума Ленинградского областного комитета Союза бумажников
- 9.1929 — 24.1.1931 — ответственный секретарь Мурманского окружного комитета ВКП(б)
- 1931 — 7.1933
  - секретарь-организатор 6-го района Октябрьской железной дороги (Ленинград)
  - начальник 3-го эксплуатационного района Октябрьской железной дороги (Бологое Ленинградской области)
  - начальник 5-го эксплуатационного района Октябрьской железной дороги
- 7.1933 — 6.1936 — начальник Политического отдела 1-го эксплуатационного района Самаро-Златоустовской железной дороги
- 6.1936 — 10.1937 — начальник пассажирской службы Куйбышевской железной дороги
- 3.10.1937 — арестован
- 17.05.1938 — осужден Верховным судом СССР по обвинению во вредительстве и контрреволюционной деятельности и расстрелян